# 現代尾浦造船
現代尾浦造船（英語：Hyundai Mipo Dockyard，：／ Hyeondae Mipo Joseon）是一間南韓造船公司，為現代重工業集團的子公司，每年交付約70艘新船。一年（2007年）交付量超過100萬CGT，位居全球第4。主要業務為造船（96.4%）和改裝和修理（3.6%），於1983年在韓國綜合股價指數上市，總部位於南韓蔚山。

## 歴史
1975年4月成立。
1982年12月建造新船廠。
1983年12月在韓國綜合股價指上市。
1999年4月越南現代Vinashin造船廠竣工。
2005年4月韓國全南大阜工廠竣工。
2005年12月韓國蔚山長生浦工廠竣工。

## 外部連結
- 官方網站 （页面存档备份，存于）